# Куммер, Николас
Николас (Ник) Куммер (люкс. Nicolas "Nic" Kummer; 4 августа 1882, Эш-сюр-Альзетт, Люксембург — 6 сентября 1954, Люксембург (город), Люксембург) — люксембургский гимнаст, участник летних Олимпийских игр 1912 года (4-е место в основном командном первенстве и 5-е место в командном первенстве по произвольной системе).